# Ricciales
Die Ricciales sind eine Ordnung von Lebermoosen. Sie kommen auf beiden Halbkugeln der Erde vor. 

## Merkmale
Die Sporophyten sitzen auf dem Thallus oder sind an der Oberfläche eingesenkt. Die Seta und ein Fuß fehlen dem Sporophyten. Die Kapsel ist kleistokarp, öffnet sich also nicht. Die Sporen sind mit 40 bis 200 Mikrometer Durchmesser groß. Elateren und Ölkörper fehlen in dieser Ordnung.
Die Hauptchromosomenzahl ist n = 9, daneben kommen noch n = 8, 10, 12, 14–18, 24 und 48 vor.

## Systematik
Die Ordnung enthält zwei Familien:
- Familie Oxymitraceae
- Familie Ricciaceae